# Al-Khandaq al-Sharqiyah
Al-Khandaq al-Sharqiyah (tiếng Ả Rập: الخندق الشرقي) là một ngôi làng Syria nằm trong tiểu khu Suqaylabiyah của huyện al-Suqaylabiyah ở tỉnh Hama. Dân số năm 2004 là 737.